# 人気者から学べ そこホメ!?
『人気者から学べ そこホメ!?』（にんきものからまなべ そこほめ!?）は、フジテレビ系列で2016年4月26日から8月30日まで放送されていたトークバラエティ番組である。

## 概要
出演するゲストたちは自分がどんな理由で何をホメられるのか一切知らない状態で登場。ゲストの周辺や関係者を徹底的にリサーチし、今の“成功の秘訣”となる意外な経歴や隠された特技を発掘するトークバラエティである。当番組にレギュラー出演するくりぃむしちゅー、タカアンドトシ、柳原可奈子は前番組の『ペケポンプラス』から続投する。
番組開始以来、20時台の『優しい人なら解ける クイズやさしいね』と交互に隔週で19:00 - 20:54に2時間スペシャルを組むことが多かった上、1時間枠で放送されたのは2016年7月26日の1回しかなかった。
11月8日からは『今夜はナゾトレ』が放送開始となり、くりぃむしちゅー、タカアンドトシ、柳原は引き続き出演する。

## 出演者
「そこホメ!?」会員
- くりぃむしちゅー（有田哲平・上田晋也）
- タカアンドトシ（タカ・トシ）
- 柳原可奈子

## 放送リスト
| 放送回数 | 放送日         | ゲスト出演者 | 飛び込みゲスト | 備考                     |
| -------- | -------------- | --- | -------------- | ------------------------ |
| 1        | 2016年 4月26日 | 振分親方、尾木直樹、三田寛子、吉川美代子、小林麻耶、岡副麻希、高畑裕太、ISSA、ぺこ、りゅうちぇる                                                                            |                | 2時間SP（19:00 - 20:54） |
| 2        | 5月10日        | 青山テルマ、北村晴男、小島奈津子、関根勤、松下奈緒、滝沢カレン、武尊、中村静香、渡辺直美                                                                                    |                | 2時間SP（19:00 - 20:54） |
| 3        | 5月31日        | 阿部祐二、いとうあさこ、尾上松也、岸博幸、柴田理恵、清水ミチコ、鈴木奈々、ゆうたろう                                                                                        |                | 2時間SP（19:00 - 20:54） |
| 4        | 6月14日        | 岡井千聖（℃-ute）、菊川怜、橋本環奈、浜口京子、はるな愛、松本伊代、LiLiCo                                                                                                   | 佐藤隆太       | 2時間SP（19:00 - 20:54） |
| 5        | 7月5日         | 美川憲一、三遊亭円楽、矢口真里、加藤諒、IKKO、岡副麻希、島崎和歌子、振分親方、青山テルマ、伊藤一朗、岡井千聖、小林幸子、篠原信一、平原綾香                                  | 吉田鋼太郎     | 2時間SP（19:00 - 20:54） |
| 6        | 7月26日        | 楠田枝里子、髙田万由子、高橋ひとみ、辻希美、中尾彬、林家木久扇、丸岡いずみ、南野陽子                                                                                        |                |                          |
| 7        | 8月9日         | 楠田枝里子、高田万由子、 高橋ひとみ、 辻希美、 中尾彬、林家木久扇、丸岡いずみ、南野陽子、青山テルマ、伊藤一朗、岡井千聖、小林幸子、篠原信一、島崎和歌子、平原綾香、振分親方 |                | 2時間SP（19:00 - 20:54） |
| 8        | 8月30日        | 安藤和津、高橋英樹、高橋真麻、中尾彬、広瀬すず、ピーター、布川敏和、三田佳子                                                                                                |                | 2時間SP（19:00 - 20:54） |

## ネット局
| 放送対象地域   | 放送局                    | 系列                          | 放送日時           | 遅れ       |
| -------------- | ------------------------- | ----------------------------- | ------------------ | ---------- |
| 関東広域圏     | フジテレビ（CX）          | フジテレビ系列                | 火曜 19:00 - 19:57 | 制作局     |
| 北海道         | 北海道文化放送（uhb）     | フジテレビ系列                | 火曜 19:00 - 19:57 | 同時ネット |
| 岩手県         | 岩手めんこいテレビ（mit） | フジテレビ系列                | 火曜 19:00 - 19:57 | 同時ネット |
| 宮城県         | 仙台放送（OX）            | フジテレビ系列                | 火曜 19:00 - 19:57 | 同時ネット |
| 秋田県         | 秋田テレビ（AKT）         | フジテレビ系列                | 火曜 19:00 - 19:57 | 同時ネット |
| 山形県         | さくらんぼテレビ（SAY）   | フジテレビ系列                | 火曜 19:00 - 19:57 | 同時ネット |
| 福島県         | 福島テレビ（FTV）         | フジテレビ系列                | 火曜 19:00 - 19:57 | 同時ネット |
| 新潟県         | 新潟総合テレビ（NST）     | フジテレビ系列                | 火曜 19:00 - 19:57 | 同時ネット |
| 長野県         | 長野放送（NBS）           | フジテレビ系列                | 火曜 19:00 - 19:57 | 同時ネット |
| 静岡県         | テレビ静岡（SUT）         | フジテレビ系列                | 火曜 19:00 - 19:57 | 同時ネット |
| 富山県         | 富山テレビ（BBT）         | フジテレビ系列                | 火曜 19:00 - 19:57 | 同時ネット |
| 石川県         | 石川テレビ（ITC）         | フジテレビ系列                | 火曜 19:00 - 19:57 | 同時ネット |
| 福井県         | 福井テレビ（FTB）         | フジテレビ系列                | 火曜 19:00 - 19:57 | 同時ネット |
| 中京広域圏     | 東海テレビ（THK）         | フジテレビ系列                | 火曜 19:00 - 19:57 | 同時ネット |
| 島根県・鳥取県 | 山陰中央テレビ（TSK）     | フジテレビ系列                | 火曜 19:00 - 19:57 | 同時ネット |
| 広島県         | テレビ新広島（tss）       | フジテレビ系列                | 火曜 19:00 - 19:57 | 同時ネット |
| 岡山県・香川県 | 岡山放送（OHK）           | フジテレビ系列                | 火曜 19:00 - 19:57 | 同時ネット |
| 愛媛県         | テレビ愛媛（EBC）         | フジテレビ系列                | 火曜 19:00 - 19:57 | 同時ネット |
| 高知県         | 高知さんさんテレビ（KSS） | フジテレビ系列                | 火曜 19:00 - 19:57 | 同時ネット |
| 福岡県         | テレビ西日本（TNC）       | フジテレビ系列                | 火曜 19:00 - 19:57 | 同時ネット |
| 佐賀県         | サガテレビ（STS）         | フジテレビ系列                | 火曜 19:00 - 19:57 | 同時ネット |
| 長崎県         | テレビ長崎（KTN）         | フジテレビ系列                | 火曜 19:00 - 19:57 | 同時ネット |
| 熊本県         | テレビくまもと（TKU）     | フジテレビ系列                | 火曜 19:00 - 19:57 | 同時ネット |
| 大分県         | テレビ大分（TOS）         | 日本テレビ系列 フジテレビ系列 | 火曜 19:00 - 19:57 | 同時ネット |
| 鹿児島県       | 鹿児島テレビ（KTS）       | フジテレビ系列                | 火曜 19:00 - 19:57 | 同時ネット |
| 沖縄県         | 沖縄テレビ（OTV）         | フジテレビ系列                | 火曜 19:00 - 19:57 | 同時ネット |

- 当番組はローカルセールス枠であるため、通常同時ネット局でも編成の都合上、臨時非ネットや後日振り替え放送となる場合があった。
- TBS系列のテレビ山口（tys）でも単発特番扱い[3]で放送した事がある。

## スタッフ
- 企画・演出：木月洋介（フジテレビ）
- 構成：桜井慎一、酒井健作、桝本壮志、くらなり、大井達朗、利光宏治
- ナレーション：キートン山田
- TP：児玉洋（フジテレビ）
- TD：高瀬義美
- SW：遠藤俊洋
- CAM：小林光行
- VE：高木稔
- 音声：松本良道
- 照明：根本進
- 美術プロデューサー：平岡慶大（フジテレビ）
- デザイン監修：鈴木賢太（フジテレビ）
- デザイン：永井達也（フジテレビ）
- 美術進行：椛田学
- 大道具：浅見大
- 大道具操作：佐藤貴志
- アクリル装飾：鈴木竜
- 装飾：高祖朋代
- 電飾：今井歩
- 生花装飾：荒川直史
- アートフレーム：坂脇伸吾
- 特殊装置：時任伊織
- マルチ：大高貢
- スタイリスト：設楽宗秀、糸瀬由佳里、程嶋由美
- メイク：大橋由美子
- 音響効果：松長芳樹（デジタルサーカス）
- CG：木本禎子
- TK：山口奈保美
- 編集：吉川豪、小川琢磨、大島洋介
- MA：山岸慎一郎
- リサーチ：高森雄幸、大森智仁
- 美術協力：フジアール
- 技術協力：ニユーテレス、fmt、IMAGICA、マリポーサカンパニー、J-Crew
- 編成：増本淳→武田誠司（フジテレビ）
- 広報：清田美智子→太田真紀子（フジテレビ）
- AP：堀川香奈（フジテレビ）、平野加奈
- デスク：曽我加仰里
- ディレクター：井上陽史・田吹康・山口哲郎（VIVIA）、隅川恵美（TVBOX）、平田拓朗、東隆志（クリーク・アンド・リバー社）、土屋翔、久保田昌志、宮内聡仁、角山僚祐・寺田裕（フジテレビ）、松井美保（VIVIA）、大川剛史
- オブザーバーD：中澤智有、和田英智
- 演出：山田賢太郎（フジテレビ）、渡辺修（VIVIA）、井上光紀（TVBOX）（渡辺・井上→以前はVTR演出）
- 制作プロデューサー：三宅瑠衣子（TVBOX）、今野恒（VIVIA）
- プロデューサー：挾間英行（フジテレビ、2016年7月26日 - ）、星利也（TVBOX）、阿部聡（VIVIA）、和田健（フジテレビ）、田岸宏一（クロスエイト）、菊岡郁枝（ザ・スピングラス）
- チーフプロデューサー：浜野貴敏（フジテレビ）
- 制作協力：TVBOX、ViViA
- 制作著作：フジテレビ